# Copa de Clubes Campeones del Golfo 2016
La Copa de Clubes Campeones del Golfo 2016 (en árabe: دوري أبطال الخليج للأندية‎) es la 31.ª edición de este torneo de fútbol a nivel de clubes del Golfo Pérsico organizado por la UAFA y que contaría con la participación de 12 equipos de la región.

## Cronología
El torneo iba a dar inicio en febrero pero fue atrasado por la suspensión de Kuwait por la FIFA. Más tarde el torneo fue pospuesto por no tener un patrocinador que lo financiara, por lo que se reprogramó para el 2017.

## Participantes
| Club       | Clasificación                          | Apariciones | Última Aparición |
| ---------- | -------------------------------------- | ----------- | ---------------- |
| Al-Hidd    | Campeón de la Bahraini King's Cup 2015 | 1           |                  |
| Manama     | 2º lugar de la liga en 2014/15         | 3           | 2015             |
| Al-Arabi   | 2º lugar de la liga en 2014/15         | 8           | 2012             |
| Al-Jahra   | 3º lugar de la liga en 2014/15         | 3           | 2015             |
| Sur        | 3º ligar de la liga en 2014/15         | 1           |                  |
| Al-Nasr    | 4º lugar de la liga en 2014/15         | 5           | 2015             |
| Al-Ahli    | 5º lugar de la liga en 2014/15         | 2           | 2012             |
| Al-Arabi   | 8º lugar de la liga en 2014/15         | 7           | 2015             |
| Al-Fateh   | 6º lugar de la liga en 2014/15         | 1           |                  |
| Al-Faisaly | 7º lugar de la liga en 2014/15         | 2           | 2015             |
| Al-Wasl    | 6º lugar de la liga en 2014/15         | 3           | 2013             |
| Baniyas    | 8º lugar de la liga en 2014/15         | 3           | 2013             |

## Fase de grupos
Estos iban a ser los grupos antes de que el torneo fuera cancelado.
| Grupo A - Al-Jahra - Manama - Al-Nasr - Al-Ahli | Grupo B - Al-Arabi - Al-Fateh - Baniyas - Al-Arabi | Grupo C - Al-Wasl - Al-Hidd - Sur - Al-Faisaly |